# Slovosled
Slovosled (slovní pořádek, pořad) je pořadí slov a větných členů ve větách, frázích, rozvitých větných členech atp. Toto pořadí není náhodné, ale řídí se podle typu jazyka určitými pravidly.

## Typy slovosledu

### Pevný a volný slovosled
Pevný slovosled je charakteristický zejména pro jazyky s omezenou nebo žádnou flexí. Má daná poměrně striktní pravidla řazení jednotlivých větných členů. Toto pořadí slouží k vyjádření vztahů mezi jednotlivými větnými členy. Jinými slovy, pořadím větných členů je dáno, co kdo dělá. Pevný slovosled mají například germánské jazyky.
Příklad (angličtina):
Peter saw Paul. – Petr viděl Pavla.
Paul saw Peter. – Pavel viděl Petra.
Volný slovosled je značně flexibilní, pořadí větných členů není pevně dáno, ale závisí hlavně na zapojení do kontextu. Hlavním principem volného slovosledu je aktuální větné členění. Volný slovosled nevyjadřuje, kdo co dělá, ale má schopnost vyjádřit různé významové rozdíly, důraz a postoje mluvčího. Volný slovosled je charakteristický hlavně pro flektivní (např. slovanské) a aglutinační (např. ugrofinské) jazyky, které k vyjádření vztahů mezi větnými členy využívají rozvinutého systému skloňování a časování (flexe).
Příklad (čeština):
Petr viděl Pavla. (Koho viděl Petr?)
Pavla viděl Petr. (Kdo viděl Pavla?)

### Typy slovosledu z hlediska pořadí větných členů
Existuje 6 slovosledných typů jazyků podle toho, jak obvykle řadí ve větě podmět (subjekt, S), přísudek (sloveso, verbum, V) a předmět (objekt, O). Obvykle se označují kombinací uvedených tří písmen:
- SVO – angličtina, čeština, němčina
- SOV – japonština, korejština, turečtina, latina, ajmarština, yalë
- VSO – arabština, keltské jazyky
- VOS – fidžijština, malgaština, baure
- OVS – apalaí, hixkaryana
- OSV – warao

Nejčastěji se vyskytují první tři typy slovosledu. Jazyky se k jednotlivým typům přiřazují podle převládajícího typu slovosledu. Například němčina patří k typu SVO, ale ve vedlejších větách používá typ SOV.
I v jazycích s volným slovosledem lze najít typ slovosledu, který je základní, proto je možné např. češtinu přiřadit k typu SVO.

### Levé a pravé větvení
Jazyky lze typologicky rozdělit také podle toho, zda převládá postavení rozvitých větných členů před jménem (levé větvení) či za jménem (pravé větvení). Srovnej např. anglické:
my mother's house – the house of my mother (dům mé matky)
Zatímco v angličtině se běžně používá levé i pravé větvení, čeština u složitějších konstrukcí upřednostňuje pravé větvení, které je všeobecně považováno za srozumitelnější. Srovnej:
rádiem řízené hodiny (podle angl. radio-controlled clock) – hodiny řízené rádiem
Levé větvení je v češtině používáno zejména v odborné terminologii (mj. i pod vlivem angličtiny):
melanocyty stimulující hormon (angl. melanocyte-stimulating hormone; tj. hormon, který stimuluje melanocyty, nikoliv naopak, jak by mohl slovosled napovídat)